# 1984-es U16-os labdarúgó-Európa-bajnokság
Az 1984-es U16-os labdarúgó-Európa-bajnokság volt a második ilyen jellegű versenysorozat a 16 éven aluli labdarúgók számára. A zárókört Nyugat-Németországban rendezték 4 csapat részvételével 1984. május 3. és május 5. között.

## Selejtezők
A selejtezőket két szakaszban rendezték meg:

## Negyeddöntők
| 1. csapat   | Össz. | 2. csapat     | 1. mérk. | 2. mérk. |
| ----------- | ----- | ------------- | -------- | -------- |
| Olaszország | 1-2   | Jugoszlávia   | 1-1      | 0-1      |
| Anglia      | 5-1   | Franciaország | 4-0      | 1-1      |
| Bulgária    | 1-3   | Szovjetunió   | 1-0      | 0-3      |
| Hollandia   | 2-6   | NSZK          | 0-4      | 2-2      |

## Zárószakasz

### Elődöntők
| 1984. május 3. | NSZK | 5 – 1 | Jugoszlávia |  |
| 1984. május 3. |      |       |             |  |

| 1984. május 3. | Anglia | 0 – 2 | Szovjetunió |  |
| 1984. május 3. |        |       |             |  |

### 3. helyért
| 1984. május 5. | Anglia | 1 – 0 | Jugoszlávia |  |
| 1984. május 5. |        |       |             |  |

### Döntő
| 1984. május 5. | NSZK | 2 – 0 | Szovjetunió |  |
| 1984. május 5. |      |       |             |  |

| Az 1984-es U16-os labdarúgó-Európa-bajnokság győztese |
| ----------------------------------------------------- |
| NSZK 1. cím                                           |

## Külső hivatkozások
- uefa.com